# Golawitz
Golawitz var en svensk adelsätt av ryskt ursprung och en av de så kallade bajorsläkterna. Det är en av de få bajorsläkter som trädde i bestående svensk tjänst redan före det Ingermanländska kriget.
Ursprunget för ätten Golawitz, eller i rysk form Golovatjóv (Головачев), är mycket illa känt men släkten var representerad bland godsägarna i Sjelonskaja och Bezjetskaja pjatina i Novgorodområdet på 1500-talet och var också företrädd bland lokaladministrationen. Då inget fadersnamn uppges för den Daniel Golawitz som först trädde i svensk tjänst, går det emellertid inte att knyta honom säkert till några av de belagda ryska släktmedlemmarna.
Daniel Golawitz (död 1613) uppträder 1602 som fänrik vid ryttmästaren Beril Henrikssons (Ekelöf) fana då han erhåller en förläning på ett nyländskt gods i Finland. Om hans tidigare historia och hur han hamnade i svensk tjänst är ingenting känt. Med tiden blev han ryttmästare. Hans son med Catharina Vuoria, död tidigast 1629, Peter Golawitz (1606–1673) erhöll 23 november 1648 svenskt adligt sköldebrev och introducerades på Sveriges riddarhus året därpå under nr 383 bland adliga ätter. Han omnämns i augusti 1660 som överstelöjtnant, vid vilken tidpunkt han dömdes till döden för dråp på kaptenen Anders Hästesko. För detta benådas han senare. Peter Golawitz hade en son och två döttrar med hustrun Brita Ruuth (cirka 1593–1674). Sin son Johan (född 1647) gjorde han arvlös för förakt och hot mot fadern. Denne Johan Golawitz, som hade studerat i Dorpat och Uppsala, var löjtnant vid Nylands kavalleriregemente. Även han dömdes till döden, denna gång 1674, för svåra beskyllningar mot riksrådet Lorentz Creutz och dennes ogifta dotter, men förskonades 9 juni 1675 och dömdes till evig landsflykt. Hans två systrar, vars namn inte bevarats, dog omkring 1655 respektive 1663. Den adliga ätten utslocknade sannolikt med Johan Golawitz vid okänd tidpunkt och i okänt land. Det har emellertid föreslagits att en så kallad supsked funnen på vraket efter regalskeppet Kronan med vad som förefaller vara ätten Golawitz’ vapen och initialerna P.G. kan ha varit Peter Golawitz och att den tillfallit sonen Johan, som i så fall kan ha omkommit då Kronan gick under 1 juni 1676.